# Peckoltia compta
Peckoltia compta är en fiskart som beskrevs av De Oliveira, Zuanon, Rapp Py-daniel och Rocha 2010. Peckoltia compta ingår i släktet Peckoltia och familjen Loricariidae. Inga underarter finns listade i Catalogue of Life.